# Jens Meijen
Jens Meijen (Paal, 13 februari 1996) is een Vlaams journalist, schrijver en politicoloog.

## Biografie
Jens Meijen studeerde tussen 2013 en 2016 taal en letterkunde aan de KULeuven en er vervolgens een master in westerse literatuurwetenschappen en Europese studies. Daarbij is hij doctorandus in de politieke wetenschappen en verbonden aan het Europaeum-programma van o.a. de universiteit van Oxford.
 In verband met zijn schrijverschap stelt hij: Ik kan moeilijk uitleggen hoe poëzie voor mij werkt zonder gestoord over te komen, vrees ik, maar als ik voel dat ze in mij zit, moet ik ze rechtstreeks uiten.

## Publicaties
Hij schrijft voor Humo en De Morgen en is auteur van enkele boeken en bundels.
- Xenomorf (2019), bundel
- De lichtjaren (2021), roman
- Sunset Industries (2023), gedichten

## Erkentelijkheden
- 2016 -  de eerste "Jonge Dichter des Vaderlands van België"
- 2019 -  nominatie Poëziedebuutprijs Aan Zee.[4]
- 2020 - C. Buddingh'-prijs voor Xenomorf[5]
- 2021 - Shortlist van de Fintro Literatuurprijs voor zijn roman De lichtjaren.